# Extraktion (Elektrotechnik)
Die Extraktion ist ein Schritt bei der Layoutverifikation von integrierten Schaltkreisen. Er dient dazu, Informationen zur Überprüfung des erzeugten Layouts bereitzustellen. Damit ist die Extraktion ein Vorbereitungsschritt, um die Implementation der spezifizierten Funktionalität und der zugehörigen Leistungsparameter während des Layoutentwurfs zu verifizieren. Dabei werden Layoutinformationen in eine für die eigentlichen Verifikationsprogramme geeignete Repräsentation übersetzt.
- Bei der Schaltungsextraktion werden die geometrischen Layoutstrukturen daraufhin untersucht, welche funktionalen Einheiten, wie Bauelemente und Verbindungsstrukturen, sie realisieren. Diese Layoutinformationen ermöglichen das Erzeugen einer Netzliste, die dann beim Netzlistenvergleich, dem Layout Versus Schematic (LVS), angewendet wird.

- Bei der Parameterextraktion werden aus den geometrischen Eigenschaften einzelner Layoutstrukturen die Beträge elektrischer Größen abgeleitet. Damit lassen sich den einzelnen Bauelementen z. B. Kapazitäten und Widerstände als Parameter zuweisen. Die Informationen, die sich aus den so ermittelten elektrischen Parametern sowie der Netzliste ergeben, dienen anschließend dem Überprüfen der Einhaltung der elektrischen Leistungsspezifikation des Schaltkreises.